# Roberto Ortiz (maquillista)
Roberto Ortiz es un maquillista con renombre en el cine mexicano.
Destacado por su ingenio en la
creación de monstruos, criaturas y diseño de personajes. 
Ha obtenido el Premio Ariel por su trabajo en las películas; Kilómetro 31 2006 El infierno , Pastorela en 2011 y 2012, y recientemente por Noche de fuego.

## Filmografía
Roberto Ortiz se ha desarrollado en diferente labores alrededor del maquillaje, tanto para cine como televisión. Principalmente ha trabajado en producciones mexicanas aunque también ha laborado para producciones estadounidenses. Entre sus trabajos más importantes está:
- Noche de fuego (película dramática mexicana de 2021)
- Roma (película de 2018) 2018
- Diablero ( Serie de televisión para Netflix 2018)
- Las hijas de Abril ( película mexicana del 2017, del género drama)
- Belzebuth (2017 película de terror)
- La libertad del diablo ( 2017 Documental)
- Verónica (2017 suspenso/Thriller psicológico)
- Las tinieblas (2016 suspenso)
- Texas Rising(2015 Miniserie)
- American Family (serie estadounidense de 2002)
- Little Boy (película) ( 2015 Bélico/Drama)
- El crimen del Cácaro Gumaro  (película mexicana de 2014)
- Matando Cabos (2004)
- Conejo en la luna (2004)
- Apocalypto (película estadounidense de 2006)
- Bajo la sal (2008)
- El traspatio (coproducción México-E.U.A., 2009)
- Chicogrande (2010)
- El infierno (2010) Ganador al Ariel por mejor maquillaje
- Pastorela (2011)
- Ciudadano Buelna  (2012)
- Kilómetro 31 (Película de terror de 2006, ganador al Ariel por mejor maquillaje )